# Контула (метростанция)
Метростанция Контула(на фински: Kontula; на шведски: Gårdsbacka) е наземна станция на Хелзинкско метро, в столицата на Финландия. Тя обслужва кварталa на Контула, северно Хелзинки.
Станцията е откритa на 21 октомври 1986. Проектиране е от Toivo Karhunen Oy. Намира се на 1.4 километра от Myllypuro и на 1.6 км от Мелунмяки

## Транспорт
На метростанцията може да се направи връзка с:
- автобуси с номера: 78, 92N, 94, 94A, 94B, 94N, 94V, 95, J92, J93, J94

Метростанцията разполага с паркинг за 54 автомобила.
- Перонът на метростанция „Контула“
- Входът на метростанция „Контула“
- Перонът на метростанция „Контула“ през 1987

|  | Тази страница частично или изцяло представлява превод на страницата Kontula metro station в Уикипедия на английски. Оригиналният текст, както и този превод, са защитени от Лиценза „Криейтив Комънс – Признание – Споделяне на споделеното“, а за съдържание, създадено преди юни 2009 година – от Лиценза за свободна документация на ГНУ. Прегледайте историята на редакциите на оригиналната страница, както и на преводната страница, за да видите списъка на съавторите. ВАЖНО: Този шаблон се отнася единствено до авторските права върху съдържанието на статията. Добавянето му не отменя изискването да се посочват конкретни източници на твърденията, които да бъдат благонадеждни. |